# Observatoire de Parkes
Pour les articles homonymes, voir Parkes.
L'Observatoire de Parkes (en anglais Parkes Observatory), informellement aussi appelé « l'Assiette » ("The Dish"), est un observatoire astronomique professionnel situé à 25 kilomètres au nord du township de Parkes, en Nouvelle-Galles du Sud (Australie). Il a été ouvert en 1961. Il possède un radiotélescope de 64 mètres de diamètre. Sa construction a été promue par Edward Bowen. Il est connu pour avoir suivi de nombreuses sondes spatiales, et notamment transmis au monde entier les images du premier homme sur la Lune.
Le 29 avril 2019, le radiotélescope de Parkes détecte le signal BLC1. Dans un premier temps, on pense qu'il provient de Proxima du Centaure et certains le considèrent comme un possible signal de vie intelligente extraterrestre, mais l'équipe qui l'a découvert conclut finalement qu'il s'agit d'un signal terrestre.

## Galerie

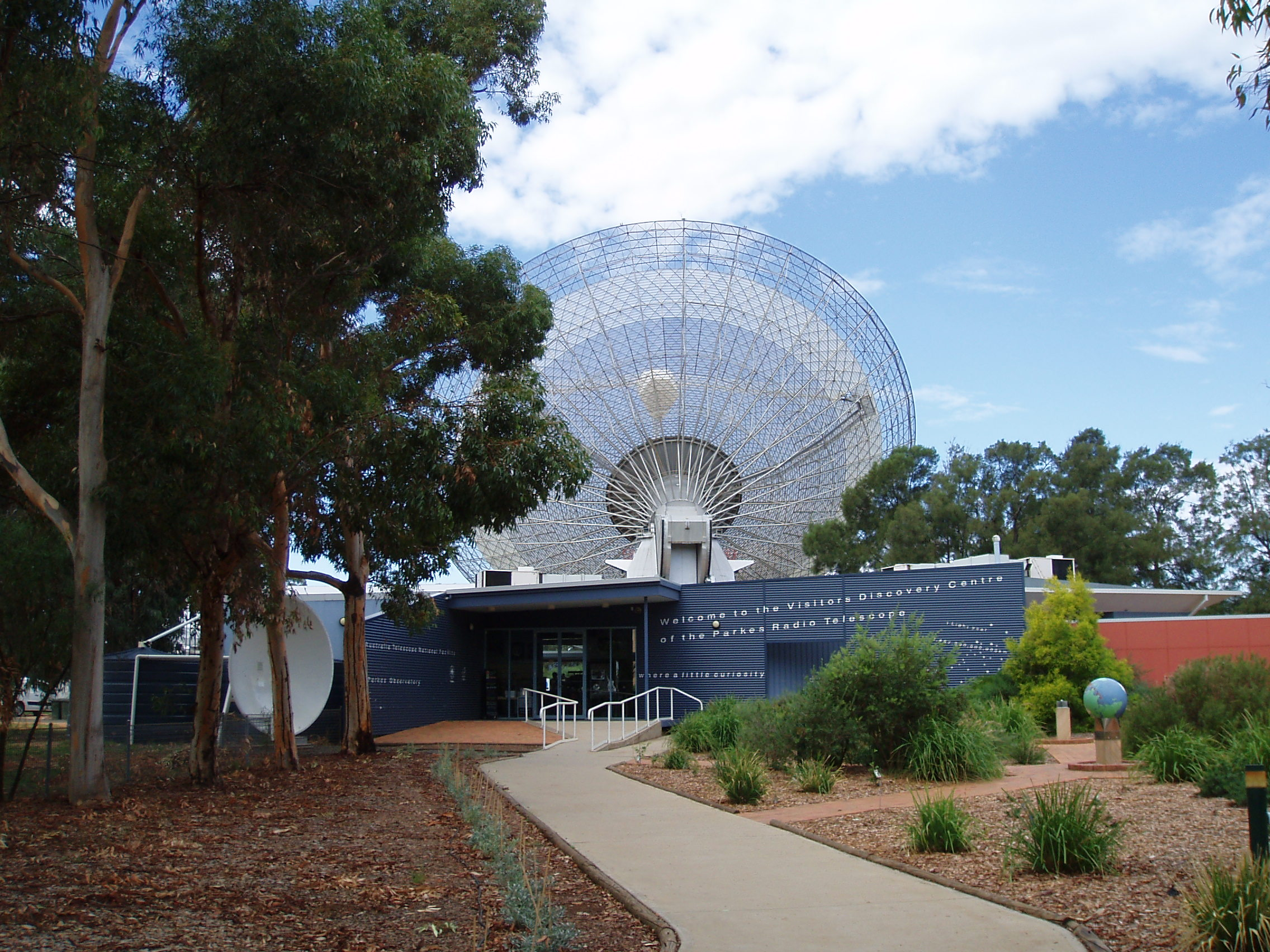
L'entrée du site.
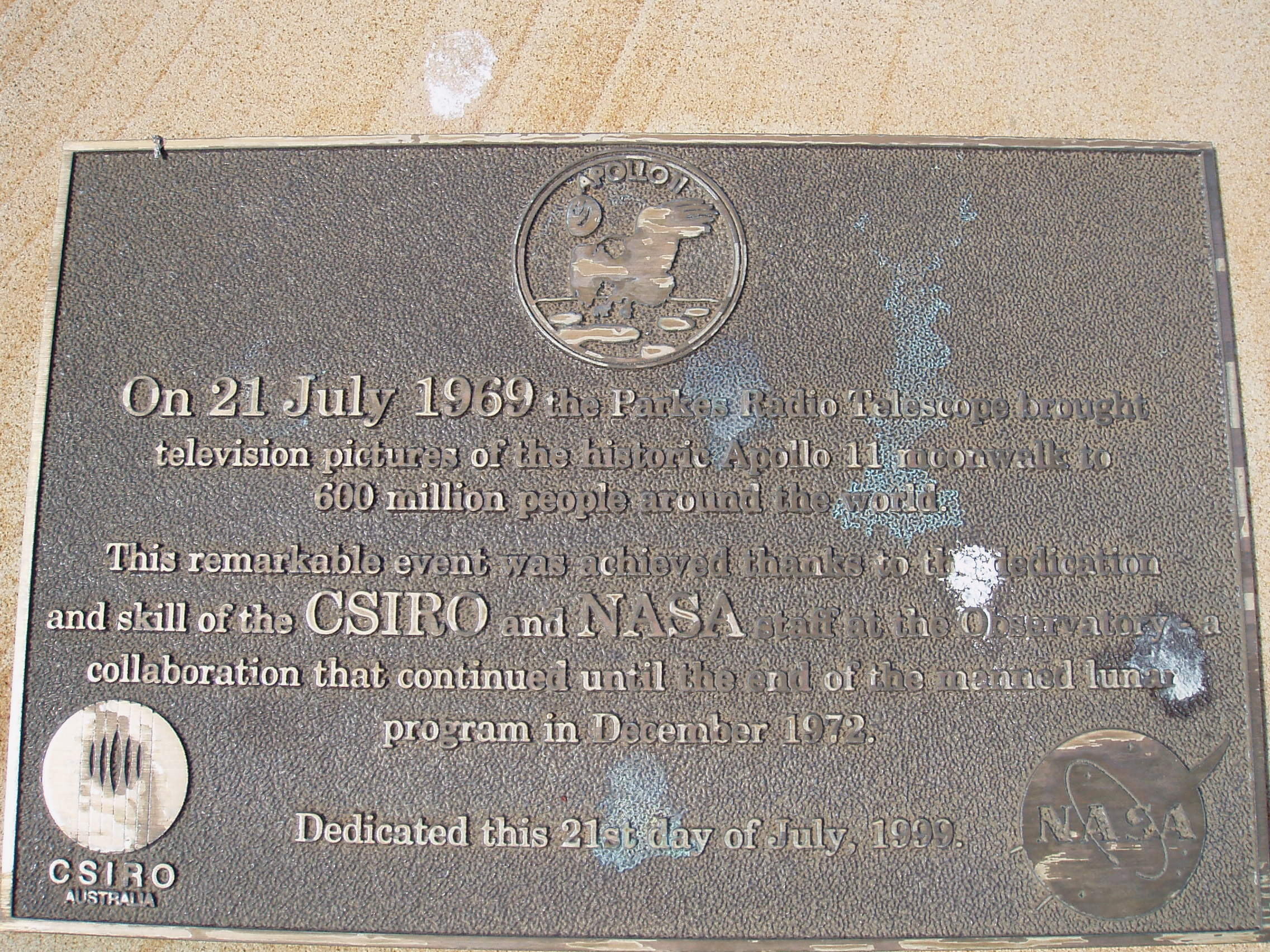
Plaque commémorative de la retransmission en direct des premiers pas de l'homme sur la Lune.